# Station Avelgem
Station Avelgem is een voormalig spoorwegstation langs spoorlijn 83 (Kortrijk - Ronse) in de gemeente Avelgem. Ook spoorlijn 85 (Leupegem - Herzeeuw) liep door dit station.
Het stationsgebouw, uit de standaardtype van de spoorwegmaatschappij Braine-le-Comte à Courtrai, werd in de Eerste Wereldoorlog zwaar beschadigd en werd later vervangen in 1924 door een groter gebouw, naar plannen van architect P. Ongenae. Het stationsplein is thans een belangrijk knooppunt voor het busverkeer van De Lijn. Het gebouw zelf wordt door de gemeente als kunstacademie aangewend.
0,0: Kortrijk ·
2,9: Kortrijk-Luipaardbrug ·
4,5: Zwevegem-Blokken ·
6,0: Zwevegem ·
8,3: Knokke (Zwevegem) ·
11,3: Moen-Heestert ·
12,6: Outrijvestraat ·
15,0: Avelgem ·
17,5: Kluisberg ·
18,7: Orroir ·
21,9: Amougies ·
23,9: Rozenaken ·
25,2: Triburie ·
27,7: Leuzesesteenweg ·
28,7: Ronse
0,0: Leupegem ·
3,7: Melden ·
8,7: Berchem (Kluisbergen) ·
11,5: Ruien ·
15,3: Avelgem ·
18,5: Bossuit ·
21,2: Sint-Denijs-Helkijn ·
24,9: Spiere ·
26,7: Dottignies-Saint-Léger ·
28,3: Evregnies ·
31,3: Herzeeuw